# Henri Willems
Pour les articles homonymes, voir Willems (homonymie).
Henri Willems, né le 21 octobre 1858 à Saint-Josse-ten-Noode (Bruxelles), est un ouvrier sculpteur, militant anarchiste et administrateur des journaux Le Libertaire et L'Antipatriote.

## Biographie

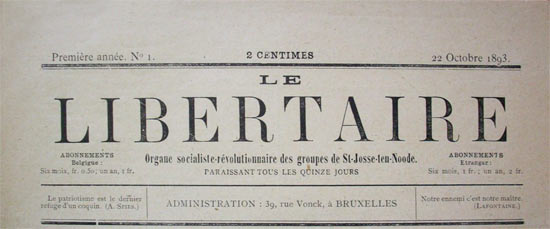
Le Libertaire, no 1, 22 octobre 1893.

Le 22 octobre 1893, est publié par un groupe de jeunes ouvriers libertaires à Bruxelles, le premier numéro du bimensuel Le Libertaire, « Organe socialiste-révolutionnaire des groupes de Saint-Josse-ten-Noode ». Henri Willems en est l'administrateur. Deux épigrammes : « Le patriotisme est le dernier refuge d'un coquin » d'August Spies et « Notre ennemi c'est notre maître » de La Fontaine.
Le Libertaire fait suite au journal L'Antipatriote publié en 1892 et dont Willems était également l'administrateur. Imprimeur et éditeur sont poursuivis, en 1894, pour délit de presse, ce qui provoque l'arrêt de la publication du journal.
En février 1894, le journal appelle à la désobéissance civile, mais surtout publie un article à la mémoire de Auguste Vaillant guillotiné à Paris. Quelques jours plus tard, la police au cours d’une perquisition saisit la presse du Libertaire. Le 5 avril, Willems est condamné par contumace à quatre ans de prison. Le 20 avril suivant il est condamné à une nouvelle peine de deux ans de prison par la Cour d’assise du Brabant. Il est arrêté et écroué le 10 février 1895 et détenu jusqu’au 14 décembre 1896.
Le 11 août 1898, à Bruxelles, le commissaire de police Monmaerts, venu pour l'arrêter à son domicile, est reçu par des coups de feu. Willems parvient à s'enfuir poursuivi par les policiers sur lesquels il décharge à vingt-deux reprises ses armes.
Henri Willems est délégué au Congrès anarchiste international d'Amsterdam en août 1907.

## Notices
- Dictionnaire des anarchistes, « Le Maitron » : notice biographique.
- Dictionnaire international des militants anarchistes : notice biographique.
- L'Éphéméride anarchiste : notice biographique.
- René Bianco, 100 ans de presse anarchiste : notice.
- (nl) Fonds Jan Pellering : notice biographique.